# Топаз (водохранилище)
Топаз (англ. Topaz Lake) — водохранилище на реке Уэст-Уокер в США, в штатах Невада (округ Дуглас) и Калифорния (округ Моно).
Топаз расположено на высоте 1524 метра над уровнем моря, вытянуто с севера на юг на 4,7 км, максимальная ширина 2,4 км, площадь 9,753 км², максимальная глубина 28 метров, средняя глубина 15,9 метров, объём 0,155 км³.
Вдоль западного берега водохранилища проходит автомагистраль US 395, у северо-западного берега расположено поселение Топаз-Лейк (157 жителей в 2010 году).
Водохранилище было образовано в 1922 году после перекрытия плотиной реки Уэст-Уокер и значительного увеличения небольшого естественного озера, находившегося здесь. Тогда объём Топаза составил всего 0,056 км³. В 1937 году высота плотины была увеличена и объём Топаза достиг нынешних 0,155 км³.
На водохранилище развиты водные виды отдыха и рыболовство (сезон с 1 января по 30 сентября): Департамент дикой природы Невады и Департамент рыбы и дикой природы Калифорнии регулярно запускают в него форель.